# 馬入橋
馬入橋（ばにゅうばし）は、神奈川県平塚市の相模川に架かる道路橋である。

## 概要
国道1号が相模川を渡るところにあり、北側には馬入ふれあい公園、南側には東海道本線の馬入川橋梁がある。
日本百名橋、かながわの橋100選に選定されている。

## 歴史
相模川は東海道の難所として知られ、平安時代は浮橋で渡っていた。鎌倉時代、源頼朝が橋の落成式の出席後に落馬し、翌月に亡くなった（詳細は旧相模川橋脚を参照）。旧相模川橋脚の位置は現在の馬入橋の位置より東に2kmほどずれているが、本橋の名称や地名としての馬入の由来はこの逸話にちなんでいる。
江戸時代の相模川は現在の馬入橋付近に橋はなく、渡船による往来が行われていた。
近代橋としては1878年（明治11年）に初代の木桁橋が架設され、1911年（明治44年）に2代目の鋼橋に掛け替えられた。
1922年（大正11年）に再び掛け替えられることとなったが、架け替え工事中の1923年（大正12年）に関東大震災により被災、完成状態だった下部工が崩壊した。この崩壊した橋の代わりに陸軍第16師団及び陸軍第15師団が橋梁を架け直しこれが3代目橋梁となる。橋の西岸南側に陸軍第16師団を讃えた記念碑が建立されている。
その後、3代目橋梁は老朽化と幅員の不足を理由として架け替えが行われることとなり、4代目橋梁が3代目橋梁の南側に並行して建設された。1980年（昭和55年）4月供用を開始。馬入橋の架け替え事業と並行して馬入川の護岸整備も行われたため、4代目橋梁は3代目橋梁より橋長が約80m短くなっている。
1990年（平成2年）にはかながわの橋100選に選定され、1998年（平成10年）には日本百名橋にも選定されている。

## 近隣の橋
（上流）- （寒川取水堰） - 神川橋 - 湘南銀河大橋 - 馬入橋

馬入橋 - 東海道本線馬入川橋梁 - 湘南大橋 -【河口】

## 参考リンク
関東大地震震害調査報告掲載写真　第三巻　橋梁 - (土木学会附属土木図書館 デジタルアーカイブス内)